# Никола Младенов
Никола Младенов (на македонска литературна норма: Никола Младенов) е журналист от Република Македония.

## Биография
Роден е през 1964 година в Скопие, Социалистическа федеративна република Югославия. Следва право в Скопския университет, но към 1984 г. го напуска за да се отдаде на журналистиката. Утвърждава се като авторитет в професията в периода на разпадането на Югославия като главен редактор на списание „Млад Борец“, орган на Съюза на социалистическата младеж на Македония. В него се преодолява автоцензурата и се критикуват греховете на югославската македонска комунистическа номенклатура.
През 1995 г. Младенов основава седмичното списание „Фокус“, авторитетно информационно-политическо издание, отличаващо се със своята разследваща журналистика и критика към управляващите. В списанието се допускат и отделни изолирани статии, които представят българското минало на Македония.
През декември 2005 г. списанието изнася данни за тайни швейцарски сметки на президента Бранко Цървенковски и бившия премиер и вътрешен министър Хари Костов. Те завеждат дело за клевета и скопският съд осъжда Младенов да им изплати съответно 25 и 20 хиляди евро.
След 2006 година списанието последователно критикува политиките на правителството на Никола Груевски, включително тезите на т. нар. „антиквизация“, проектираща произхода на днешните граждани на страната от античните македони.
От 2011 година Младенов фигурира и като ръководител на ежедневния вестник „Фокус“, който обаче има по-друга политическа насоченост, близка до тази на Социалдемократическия съюз на Македония.
През 2000 г. Младенов за кратко участва пряко в политиката като заместник-председател на партията Демократичен съюз на Павле Траянов.
На 26 март 2013 година Младенов загива трагично, според първоначалните съобщения – вследствие на автомобилна катастрофа край Скопие.